# Nofret II
Nofret II (el seu nom significa La més Bella) va ser una reina a l'antic Egipte de la 12a dinastia. Era filla d'Amenemhet II i esposa de Senusret II.
Juntament amb Khenemetneferhedjet I va ser una de les dues esposes conegudes de Senusret II; les altres dues possiblement van ser Khenemet i Itaweret. Les quatre eren també germanes de Senusret. Dos de les seves estàtues van ser trobades a Tanis i ara són al Museu egipci del Caire. Al complex de piràmides de Senusret II de Kahun hi ha una piràmide petita probablement construïda per a la reina Nofret.
Els seus títols són Filla del Rei; Gran del Ceptre, i Senyora de les Dues Terres.